# Vijaigarh
Vijaigarh é uma cidade e uma nagar panchayat no distrito de Aligarh, no estado indiano de Uttar Pradesh.

## Demografia
Segundo o censo de 2001, Vijaigarh tinha uma população de 5921 habitantes. Os indivíduos do sexo masculino constituem 53% da população e os do sexo feminino 47%. Vijaigarh tem uma taxa de literacia de 57%, inferior à média nacional de 59.5%: a literacia no sexo masculino é de 66% e no sexo feminino é de 47%. Em Vijaigarh, 17% da população está abaixo dos 6 anos de idade.